# Johannes Plachetius

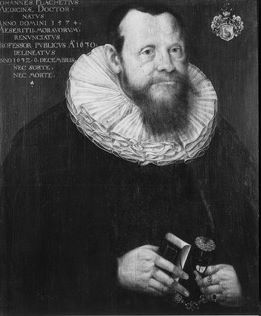
Johannes Plachetius auf einem 1632 von Conrad Melberger gemalten Porträt in der Tübinger Professorengalerie

Johannes Plachetius (* 1574 oder 1575 in Groß-Meseritsch in Mähren; † 18. April 1635 in Tübingen) war ein mährischer Arzt, sowie Professor an der Universität Tübingen.

## Leben
Johannes Plachetius hatte scheinbar in Mähren und Böhmen eine Ausbildung erhalten. 1597 immatrikulierte er sich an der Universität Wittenberg, wo er sich 1598 den akademischen Grad eines Magisters der Philosophie erwarb. Anschließend absolvierte er in Wittenberg medizinische Studien, wobei unter anderem Jan Jessenius seine Ausbildung leiten. Diese medizinischen Studien führe er 1604 an der Universität Basel fort, wo er 1605 mit der Dissertation "Theses de Dysenteria" zum Doktor der medizinischen Wissenschaften promovierte. Im Jahr seiner Promotion zog er an die Universität Tübingen, wo scheinbar versuchte eine Hochschultätigkeit aufzunehmen. Er fand aber 1611 eine Stelle als Stadtphysikus in Stuttgart und wurde daselbst 1622 Hofarzt. 1630 wurde er ordentlicher Professor der Medizin an der Universität Tübingen. Sein Porträt hängt in der Tübinger Professorengalerie.